# Ara Güler
Ara Güler (em arménio: Արա Գյուլեր; Istambul, 16 de agosto de 1928 — Istambul, 17 de outubro de 2018) foi um fotojornalista turco de origem arménia, alcunhado de "O Olho de Istambul" e "Fotógrafo de Istambul", e um dos poucos fotógrafos turcos de fama mundial.

## Biografia
Güler nasceu em Beyoğlu, Istambul, numa família arménia, e estudou no Liceu Arménio Getronagan em Karaköy. O seu pai era dono duma farmácia na Avenida İstiklal e tinha um amplo círculo de amigos do mundo das artes. Os seus contactos desde cedo com esse mundo inspirou-o a abraçar uma carreira no cinema. Quando andava o liceu trabalhou em estúdios cinematográficos e frequentou cursos de drama dados por Muhsin Ertuğrul, o fundador do teatro turco moderno. No entanto abandonou o cinema a favor do jornalismo, ingressando no jornal Yeni Istanbul como fotojornalista em 1950, ao mesmo tempo que estudava economia na Universidade de Istambul. Posteriormente mudou-se para o jornal Hürriyet.
Em 1958 a empresa jornalística americana Time Life abriu uma delegação na Turquia e Güler tornou-se o seu primeiro correspondente para o Médio Oriente. Rapidamente teve encomendas de trabalhos para o jornal The Sunday Times inglês e para as revistas Paris Match (francesa) e Stern (alemã). Após terminar o serviço militar em 1961 foi chefe do departamento de fotografia da revista turca Hayat. Ainda em 1961 conheceu Henri Cartier-Bresson e Marc Riboud, que o convidaram para a Agência Magnum, à qual ele se juntou durante algum tempo. No mesmo ano foi considerado um dos sete melhores fotógrafos do mundo pela revista inglesa Photography Annual. Teve trabalhos seus no British 1961 Photography Yearbook e no mesmo ano foi aceite como único membro turco pela American Society of Magazine Photographers (ASMP, atualmente chamada American Society of Media Photographers). A revista suíça Camera homenageou-o com um número especial.
Na década de 1960, foram usadas fotografias de Güler para ilustrar livros de vários autores notáveis e o artista figurou em várias exposições por todo o mundo. Trabalhos seus trabalhos figuraram na Exposição 10 Mestres da Fotografia a Cores organizada em 1960 no MoMA de Nova Iorque e na feira Photokina de Colónia. O seu livro Türkei foi publicado na Alemanha em 1970 e fotografias suas sobre arte e história de arte apareceram nas revistas Time, Life, Newsweek e Horizon e em publicações da Skira da Suíça.
Güler fez trabalhos no Irão, Cazaquistão, Afeganistão, Paquistão, Índia, Quénia, Nova Guiné, Bornéu e em toda a Turquia. Nos anos 1970 fotografou políticos e artistas como Winston Churchill, Indira Gandhi, Maria Callas, John Berger, Bertrand Russell, Willy Brandt, Alfred Hitchcock, Ansel Adams, Imogen Cunningham, Marc Chagall, Salvador Dalí e Pablo Picasso. Alguns críticos consideram as suas fotografias mais conhecidas as imagens melancólicas a preto e branco na sua maioria tiradas com uma câmara Leica em Istambul, sobretudo nos anos 1950 e 1960.
Há fotografias de Güler em várias das mais importantes galerias do mundo, como a Biblioteca Nacional da França (Paris), o Museu George Eastman (Rochester, Nova Iorque), o Museu de Arte Sheldon (da Universidade de Nebraska-Lincoln) e o Museu Ludwig (Colónia). O arquivo pessoal de Güler tem mais de 800 000 diapositivos.
Na década de 1970 Güler trabalhou em cinema, dirigindo o filme The End of the Hero, rodado em 1975 e baseado num relato ficcionado do desmantelamento em 1973 do TCG Yavuz, um cruzador de batalha, primeiro alemão e depois turco da Primeira Guerra Mundial.
Em agosto de de 2018 foi inaugurado em Istambul um museu onde estão expostas algumas das suas obras.

## "Filosofia" da fotografia de Güler
Ara Güler atribuía grande importância à presença humana nas suas fotografias e descrevia-se a si próprio como um "historiador visual" — «quando estou a tirar uma fotografia de Santa Sofia, o que importa é a pessoa que está a passar que fica para sempre» — disse ele uma vez. Acreditava que a fotografia devia oferecer uma memória das pessoas, das suas vidas e especialmente do seu sofrimento. Embora considerasse que a arte mente, acreditava que a fotografia só pode refletir a realidade. Abraçou a carreira do fotojornalismo porque não dava muito valor à fotografia como arte.

## Prémios e honrarias
- 1962: Master of Leica[19]
- Legião de Honra, França[19]
- 1999: "Fotógrafo do Século", Turquia[18]
- 2004: Doutoramento honoris causa pela Universidade Técnica de Yıldız, Istambul[19]
- 2005: Grande Prémio Presidencial da Cultura e Artes (Cumhurbaşkanlığı Kültür ve Sanat Büyük Ödülleri), Turquia[19]
- 2009: Prémio Lucie pela obra duma vida, Nova Iorque[20]

## Publicações
- Karabuda, Barbro (1960), Öster om Eufrat, I Kurdernas Land (em sueco), Estocolmo: Tidens Förlag, p. 102
- Norris, Marianna (1964), Young Turkey, Children of Turkey at work and at play (em inglês), Nova Iorque: Dodd, Mead
- Topkapı Sarayı - Sultan Portreleri (em turco), Istambul: Doğan Kardeş Yayınları, 1967
- Güler, Ara (1970), Türkei (em alemão), Munique: Terra Magica
- Balfour, John Patrick Douglas (Lord Kinross) (1972), Hagia Sophia (em inglês), Nova Iorque: Newsweek Books
- Khatibi, Abdelkebir; Sijelmassi, Mohammed (1976), The Splendor of Islamic Calligraphy, ISBN 9780500282946 (em inglês), Londres: Thames & Hudson, consultado em 20 de outubro de 2018
- Harems (em inglês), Londres: Chene & Hudson, 1976
- Fotoğraflar (em turco), Istambul: Milliyet Yayınları, 1980
- Erol, Turan (1980), Fikret Mualla (em turco), Istambul: Cem Yayınları
- Erol, Turan (1984), Bedri Rahmi (em turco), Istambul: Cem Yayınları
- Kuran, Aptullah (1986), Mimar Sinan (em turco), Istambul: Hürriyet Vakfı Yayınları, consultado em 20 de outubro de 2018
- Kuran, Aptullah (1987), Mimar Sinan (em inglês), Washington D.C.: Institute of Turkish Studies
- Ara Güler'in Sinamacıları (em turco), Istambul: Hil Yayınları, 1989
- Kabaagaçli, Cevat Şakir; Balıkçısı, Halikarnas (1991), The Sixth Continent, ISBN 9789759550127 (em inglês), Ancara: Bakanlığı Kültür Dairesi
- Freely, John; Burelli, Augusto Romano (1992), Sinan: Architect of Suleyman the Magnificent and the Ottoman Golden Age, ISBN 9780500341209 (em inglês), Londres: Thames and Hudson
- Yerasimos, Stephane (1992), Living in Turkey, ISBN 9780500282700 (em inglês), Londres e Nova Iorque: Thames & Hudson
- Yerasimos, Stephane (1992), Demeures ottomanes de Turquie (em francês), Paris: Albin Michel
- Yerasimos, Stephane (1992), Turkish style (em inglês), Vendome Press
- Güler, Ara (1994), Eski İstanbul Anıları (em turco), Istambul: Dünya Şirketler Grubu [21]
- Güler, Ara (1994), A Photographical Sketch on Lost Istanbul (em inglês), Istambul: Dünya Şirketler Grubu, consultado em 20 de outubro de 2018
- Güler, Ara (1994), Bir Devir Böyle Geçti, Kalanlara Selam Olsun, ISBN 9789757760078 (em turco), Istambul: Ana Yayıncılık
- Turkey: An Aerial Portrait, ISBN 9780810938663 (em inglês), Harry N. Abrams, 1994
- Güler, Ara (1995), Yitirilmiş Renkler (em turco), Istambul: Dünya Şirketler Grubu [21]
- Güler, Ara (1995), Yüzlerinde Yeryüzü (em turco), Istambul: Ana Yayıncılık [21]
- Güler, Ara (1996), Babil'den Sonra Yaşayacağız (em turco), Istambul: Aras Yayınları [21]
- Güler, Ara; Pamuk, Orhan (2009), Istanbul · Ara Güler, ISBN 9782878681307 (em francês), Éditions du Pacifique, consultado em 20 de outubro de 2018
- Visages du XXe siècle - 100 portraits de célébrités, ISBN 9782878681413 (em francês), Éditions du Pacifique, 2011
- Güler, Ara; Vartanian, Alice Der; Varjabédian, Houri (2013), Arrêt sur images, ISBN 9782863642818 (em francês), Marselha: Parenthèses